# 15 novembre 2017
Le mardi 15 novembre 2017 est le 319e jour de l'année 2017.

## Décès
Par ordre alphabétique.
- Françoise Héritier, anthropologue, ethnologue et féministe française.
- Lil Peep, chanteur, rappeur et musicien américain.

## Événements
- Rick Houenipwela devient Premier ministre des Salomon ;
- Disparition de l'ARA San Juan (S-42) de la Marine argentine ;
- Salvator Mundi (photo) de Léonard de Vinci devient officiellement l'œuvre la plus chère du monde ;
- Découverte de l'exoplanète susceptible d'héberger la vie Ross 128 b.